# Paul Phoenix
Paul Phoenix (ポール・フェニックス?, Pōru Fenikkusu) è un personaggio immaginario della serie di videogiochi picchiaduro Tekken.

## Descrizione

### Personalità
Paul Phoenix è un lottatore americano abile nel corpo a corpo che ama allenarsi ed eseguire le arti marziali. Prima degli avvenimenti di Tekken ebbe modo di combattere contro Kazuya Mishima, con il quale concluse con un pareggio, da allora lo considera un suo rivale. Il suo obiettivo ricorrente nel corso dei vari capitoli è quello di partecipare ai tornei di Tekken per dimostrare a tutti di essere il migliore ed il più forte del mondo ottenendo così la gloria a cui ambisce, e proprio per questo motivo non si fa alcun problema nell'affrontare avversari più o meno allenati di lui. Ha una grande passione per le motociclette, che ama guidare nel tempo libero e non ha un lavoro fisso, difatti quando si ritrova a corto di denaro accetta di buon grado di fare da guardia del corpo o da combattente di strada per ottenere una cifra sufficiente a mantenersi.
Da bambino rimase affascinato da Willy "Bear Killer" Williams, il quale divenne il suo idolo nonché un punto di riferimento che lo ha portato a desiderare di diventare il lottatore più forte del mondo. Nonostante non sia ancora riuscito pienamente nel suo intento, viene ammirato da molti giovanissimi da ogni parte del globo.
Nel corso dei vari giochi verrà mostrato essere il migliore amico di Marshall Law (ed in seguito anche con Steve Fox) ed avrà anche un ottimo rapporto con il figlio Forest.

### Stile di combattimento
Lo stile di combattimento di Paul è il judo e il karate; le sue mosse sono in gran parte imprevedibili dall'avversario, dato che è in grado di sferrare attacchi molto potenti ad una buona velocità, rendendolo così uno degli avversari più difficili da sconfiggere. A partire da Tekken 2 le sue mosse sono state ulteriormente migliorate rendendolo anche uno dei migliori personaggi in grado di sferrare delle ottime prese, in modo da sconfiggere il proprio avversario con una gran celerità.

## Storia
Paul è uno dei lottatori più forti del mondo che ha vinto numerosi tornei, che si era già scontrato contro Kazuya Mishima, ma non riuscì a batterlo. Quando Paul seppe che Kazuya avrebbe partecipato al "The King of Iron Fist Tournament", o Tekken, decise di iscriversi per regolare i conti, alla fine però pareggiò con Kazuya. Paul riuscì a sconfiggere un grizzly di nome Kuma, l'orso ammaestrato di Heihachi.
Paul torna a New York, dove si allena e vince molte lotte di strada. Sentendo parlare del "The King of Iron Fist Tournament 2", o Tekken 2, Paul decide di iscriversi. Egli batte molti avversari, ma il giorno in cui si sarebbe battuto contro Kazuya ci fu un incidente stradale che gli impedì di partecipare all'incontro.
Dopo circa venti anni, Paul ricevette un annuncio del "The King of Iron Fist Tournament 3", o Tekken 3, al quale decide di iscriversi. Paul sconfigge tutti gli avversari, notando l'assenza di Kazuya al torneo, e arriva a sconfiggere persino Ogre. Quando Paul torna a New York vittorioso, tuttavia, Ogre muta forma in True Ogre proseguendo l'incontro con Jin Kazama a sua insaputa. Paul perde così il titolo di King of the Iron Fist, per un cavillo, in quanto credendo di aver battuto tutti gli avversari aveva abbandonato il torneo prima di concludere l'ultimo incontro.
Paul non viene ritenuto quindi il vincitore del Tekken 3 a causa del suo abbandono involontario, e a causa di ciò viene schernito da tutti i fan del torneo. Un giorno, un volantino pubblicitario annunciava il "The King of Iron Fist Tournament 4", o Tekken 4. Paul decide subito di iscriversi per riguadagnare fama e popolarità. Nella sua storia Paul vince il torneo e diventa il capo della Mishima Zaibatsu, ma passa poco tempo in ufficio, lasciando che il Dottor Abel e il resto dello staff della compagnia si occupino della direzione, preferendo giocare d'azzardo e uscendo con belle donne. Diverso tempo dopo, dopo essere uscito da un ristorante, passeggia e vede un dojo nel quale osserva dei ragazzi giovani addestrarsi mentre un poster raffigurante Paul apposto sulla bandiera americana è appeso al muro, capendo che è diventato una figura d'ispirazione per i ragazzi americani, si commuove e capisce che la vita da imprenditore non fa per lui, quindi Paul si toglie gli occhiali e invece che tornare sulla sua limousine si rimette i suoi vestiti da biker e rispolverata la sua motocicletta, dice "Ain't my style" (lett. "Non è il mio stile") guidando via. Tuttavia nella storia originale della serie, il finale del Tekken 4 è ben diverso, infatti questa volta Paul non riesce a vincere il torneo poiché viene sconfitto dall'orso Kuma.
Sub-boss di Paul è Kuma. Paul è sub-boss di stage 7 di Kuma.
Paul sente parlare del "The King of Iron Fist Tournament 5", o Tekken 5, a cui decide di iscriversi. Nella scena finale Paul va in una base spaziale per allenarsi contro gli alieni, dato che la battaglia contro Jinpachi non lo ha accontentato. Nel suo epilogo, avendo sconfitto i guerrieri migliori del mondo al torneo, Paul dopo la vittoria del Tekken 5, continua ancora ad allenarsi molto duramente in un magazzino abbandonato. Infatti, egli intende sfidare anche i possibili combattenti di altri pianeti, ovvero, gli alieni. Grazie alle ricchezze della Mishima Zaibatsu, vinta al torneo, si fa costruire un satellite con il quale lancia un messaggio nello spazio: lui combatterà contro qualsiasi alieno in qualsiasi momento. Ricevuto il messaggio una flotta composta da centinaia di migliaia di astronavi aliene, si avvicina minacciosa alla Terra. Il finale reale è differente, perché non è Paul a vincere il torneo, ma Jin Kazama. Paul riuscirà però a prendersi la sua rivincita contro Kuma, sconfiggendolo.
Sub-boss di Paul è Kuma. Paul è sub-boss di Stage 4 di Marshall Law e Stage 7 di Kuma.
Nella sua rivincita contro Kuma ne esce prode e vittorioso, ma poiché esausto, non può più partecipare al Tekken 6 ed ora si trova sommerso di debiti vertiginosi. Pensando che vincendo il prossimo Tekken direbbe addio ai suoi debiti cerca un modo per incrementare le sue possibilità di vittoria, così si reca dal suo miglior amico, Marshall Law, per discutere del fatto. I due amici decidono così di iscriversi al torneo in accordo con Steve Fox, e di spartirsi il premio in caso di vittoria.
Sub-boss di Paul sono Leo Kliesen e Kazuya Mishima.

### Altre apparizioni
Nonostante non compaia mai nel film, Paul viene citato dai commentatori del torneo, i quali dicono che fu battuto da Law in 28 secondi nel torneo precedente.
È apparso come personaggio giocabile in Urban Reign ed in Street Fighter X Tekken.